# Közép-Európa
Közép-Európa Európának a Kelet- és Nyugat-Európa közé eső régiója.

Közép-Európa országai kékkel jelölve, Közép-Európához tartozó területek kék vonallal határolva

## Országai
| - Ausztria - Liechtenstein - Németország - Svájc - Szlovénia |  | Az Alpesi országok  |
| - Csehország - Lengyelország - Magyarország - Szlovákia      |  | A Visegrádi csoport |

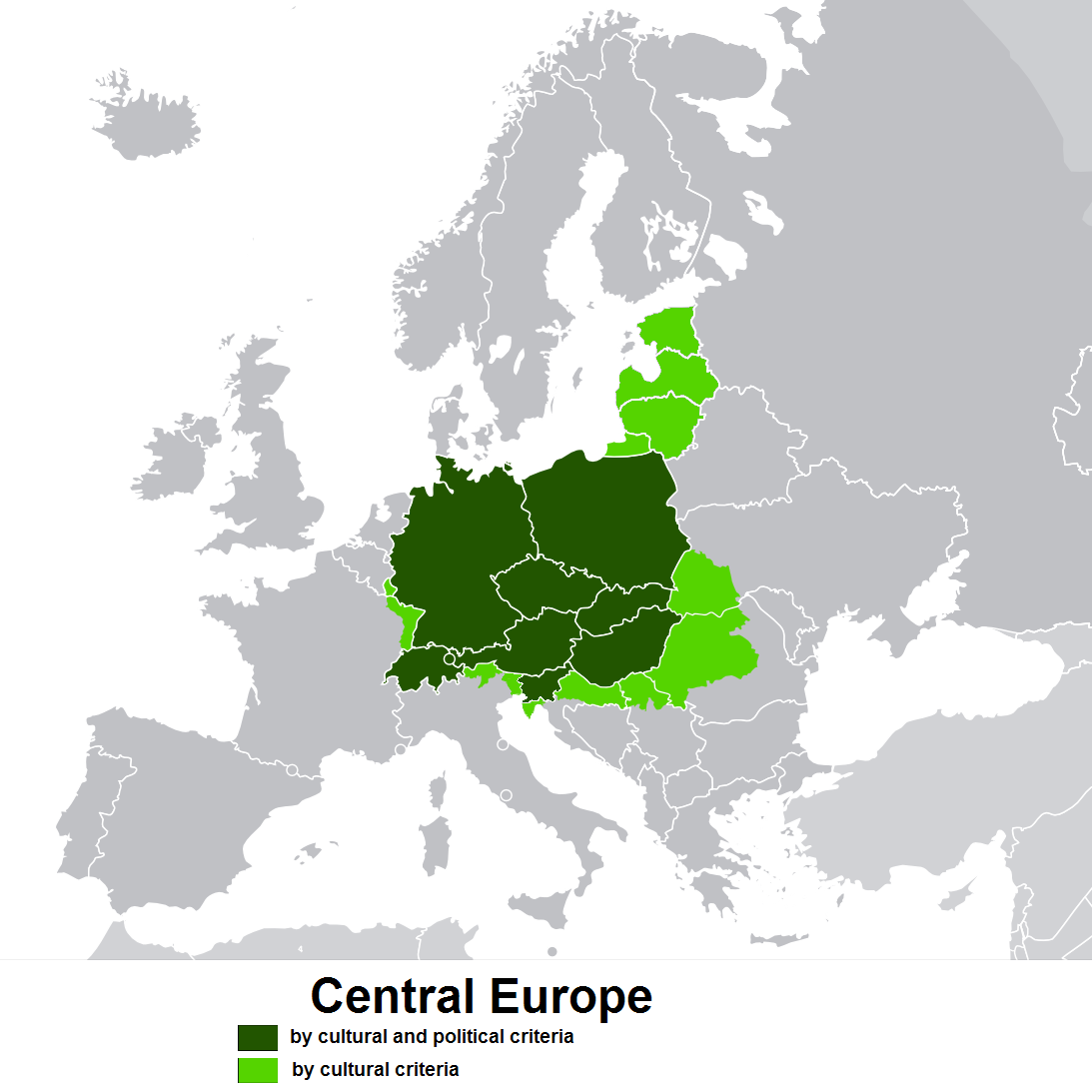
Közép-Európa országai sötétzölddel, tágabb értelemben Közép-Európához sorolt országok vagy egyéb országok közép-európai területei világoszölddel

Más rendszerezések szerint Közép-Európán belül Nyugat-Közép-Európa és Kelet-Közép-Európa különíthető el, ami nagyjából hasonló a fenti csoportosításhoz, leszámítva Szlovéniát, amelyet Kelet-Közép-Európához is szokás sorolni (a felosztás inkább politikai alapú, mint földrajzi, például Csehországot kelethez, míg Ausztriát nyugathoz sorolja).
Időnként Közép-Európához sorolják a következő országok egyes részeit:
- Fehéroroszország (hrodnai terület és breszti terület)
- Franciaország (Elzász és Lotaringia keleti részeit)
- Horvátország (földrajzilag a Szávától északra eső területek és az Isztriai-félsziget; történelmileg közép-európai országnak tekinthető)
- Olaszország (északi, alpesi területeit, Bolzano, Trieszt, Friuli-Venezia Giulia, Trentino-Alto Adige)
- Oroszország (kalinyingrádi terület)
- Románia (Erdély, Bánság, Bukovina – napjainkban a román közfelfogás szerint az ország Közép-Európához tartozik)
- Szerbia (Vajdaság, Belgrád és környékének Szávától északra eső részei)
- Ukrajna (Kárpátalja, Galícia, Bukovina)

Elsősorban kulturális és politikai értelemben szokták közép-európainak tekinteni a balti országokat is, bár földrajzilag inkább Észak-Európához tartoznak:
- Észtország (a legkevésbé tekinthető közép-európainak a három ország közül)
- Lettország
- Litvánia (a leginkább közép-európainak tekinthető a három ország közül)

A Benelux államokat általában Nyugat-Európa részének szokás tekinteni, de bizonyos történelmi, nyelvi, kulturális szempontok alapján alkalmanként Közép-Európa országai között is említik őket:
- Belgium
- Hollandia
- Luxemburg (leginkább közép-európainak tekinthető a három ország közül, a német nyelvterület részeként)

## Gazdaság

### Az országok összehasonlítása
Az országok adatai rendezhető táblázatbanː

| Ország        | Terület km² | Népesség (fő) 2014. dec. | Népsűrűség fő/km² | Főváros   | GDP (PPP) 2016, USD/fő | nettó átlagkereset euróban, 2017-ben | fiz. forr. | HDI (2014) |
| ------------- | ----------- | ------------------------ | ----------------- | --------- | ---------------------- | ------------------------------------ | ---------- | ---------- |
| Ausztria      | 83 879      | 8 223 062                | 101               | Bécs      | 48004                  | 1934                                 | [ 3 ]      | 0.881      |
| Csehország    | 78 866      | 10 513 209               | 133               | Prága     | 33231                  | 870                                  | [ 4 ]      | 0.861      |
| Horvátország  | 56 594      | 4 284 889                | 76                | Zágráb    | 22795                  | 800                                  | [ 5 ]      | 0.812      |
| Lengyelország | 312 679     | 38 483 957               | 123               | Varsó     | 27764                  | 770                                  | [ 6 ]      | 0.834      |
| Magyarország  | 93 030      | 9 877 365                | 106               | Budapest  | 27481                  | 654                                  | [ 7 ]      | 0.818      |
| Németország   | 357 168     | 80 716 000               | 226               | Berlin    | 48110                  | 2270                                 | [ 8 ]      | 0.911      |
| Svájc         | 41 285      | 8 183 800                | 198               | Bern      | 59560                  | 4421                                 | [ 9 ]      | 0.917      |
| Szlovákia     | 49 035      | 5 415 949                | 110               | Pozsony   | 31338                  | 722                                  | [ 10 ]     | 0.830      |
| Szlovénia     | 20 273      | 2 061 085                | 102               | Ljubljana | 32085                  | 1051                                 | [ 11 ]     | 0.874      |

| Ország / Adat (és forrás) | GDP/fő (USD, 2025) | Korrupcióérzékelési index (2024) | Államadósság kvóta (2025)   | Sajtószabadság (2025)          | Demokrácia index (2024)        | Pénznem |
| ------------------------- | ------------------ | -------------------------------- | --------------------------- | ------------------------------ | ------------------------------ | ------- |
| Ausztria                  | 58 190             | 67                               | 82,9                        | 78,1                           | 8,28                           | Euró    |
| Csehország                | 33 040             | 56                               | 44,2                        | 83,9                           | 8,08                           | Korona  |
| Horvátország              | 25 670             | 47                               | 55,9                        | 64,2                           | 6,5                            | Euró    |
| Lengyelország             | 26 810             | 53                               | 60,7                        | 74,8                           | 7,4                            | Złoty   |
| Magyarország              | 24 810             | 41                               | 73,5                        | 62,8                           | 6,5                            | Forint  |
| Németország               | 55 910             | 75                               | 65,4                        | 83,8                           | 8,73                           | Euró    |
| Svájc                     | 104 900            | 81                               | 36,9                        | 84                             | 9,32                           | Frank   |
| Szlovákia                 | 27 130             | 49                               | 60                          | 72,8                           | 7,21                           | Euró    |
| Szlovénia                 | 35 330             | 60                               | 68                          | 74                             | 7,82                           | Euró    |
|                           |                    | a legalacsonyabb a legrosszabb   | a legmagasabb a legrosszabb | a legalacsonyabb a legrosszabb | a legalacsonyabb a legrosszabb |         |

### Emberi fejlettségi index
| –nagyon magas | –alacsony   |
| –magas        | –nincs adat |
| –közepes      |             |

Világtérkép az emberi fejlettségi indexről a 2013-as adatok alapján:

Az országok az emberi fejlettségi index alapján (2014)
- Svájc: 0.917  (világ:  .3)
- Németország: 0.911  (világ:  6)
- Liechtenstein: 0.889  (világ:  18)
- Ausztria: 0.881  (világ:  21)
- Szlovénia: 0.874  (világ:  25)
- Csehország: 0.861  (világ:  28)
- Lengyelország: 0.834  (világ:  35)
- Szlovákia: 0.830  (világ:  37)
- Magyarország: 0.818  (világ:  43)
- Horvátország: 0.812  (világ:  47)

### Globalizáció

Világtérkép a globalizációs indexről

A globalizációs index a 2015-ös adatok alapján:
- Ausztria: 89.83 (világ:  4)
- Svájc: 87.01 (világ:  5)
- Magyarország: 85.78 (világ:  9)
- Szlovákia: 83.62 (világ:  16)
- Csehország: 83.60 (világ:  17)
- Szlovákia: 83.55 (világ:  18)
- Lengyelország: 79.90 (világ:  23)
- Németország: 78.24 (világ:  27)
- Szlovénia: 76.24 (világ:  32)
- Horvátország: 75.59 (világ:  35)

### Jólét
A jólét szintje a 2016-os adatok alapján:
- Svájc (világ:  4)
- Németország (világ:  11)
- Luxemburg (világ:  12)
- Ausztria (világ:  15)
- Szlovénia (világ:  20)
- Csehország (világ:  27)
- Lengyelország (világ:  34)
- Szlovákia (világ:  36)
- Horvátország (világ:  43)
- Magyarország (világ:  47)

### Korrupció

Világtérkép a korrupciós szintről (2022)
(a narancssárga-piros a legrosszabb, a citromsárga közepes, a zöld-sötétzöld színű a legjobb minősítésű)

A közép-európai országok többsége általában a korrupciós index világátlagánál magasabb pontszámot ért el. Zárójelben a világrangsor alapján elért helyezés (2024):
- Svájc (5)
- Németország (15)
- Ausztria (25)
- Szlovénia (36)
- Csehország (46)
- Lengyelország (53)
- Szlovákia (59)
- Horvátország (63)
- Magyarország (82)

## Természeti képe

### Határai
Északról a Balti-tenger és az északi tenger, nyugatról a Rajna, keletről a Kelet-európai-síkság, délről pedig az Alpok, Kárpátok és a Száva–Duna vonal határolja.

### Földrajzi történelme

#### Óidő
Az óidőben röghegységek alakultak ki Közép-Európában, amelyek a Variszkuszi-hegységrendszer részei. Ezek a Német-középhegység, a Lengyel-középhegység és a Cseh-medence peremhegységei.

#### Középidő
Az óidőben kialakult röghegységek a középidő végén érték el a mai képüket. Ez a hegységképző mozgások eredménye volt. A lepusztult rögök újból kiemelkedtek, a közöttük lévő medencék mélybe zökkentek. A magasra emelkedett hegységek erősen letarolódtak, és így gránit és pala került a felszínre. Az alacsonyabb hegységeket és a medencéket viszont tengeri elöntések üledékrétegei fedték be. A törésvonalak árokrendszerében a folyók völgyeket vágtak maguknak.

#### Újidő

##### Harmadidőszak
Ebben az időszakban fejeződtek be végleg a középidő végén elkezdődő hegységképző mozgások.
Kialakultak a fiatal gyűrthegységek, Közép-Európa legmagasabb területét képző hegységek, az Alpok és a Kárpátok. Ezek az Eurázsiai-hegységrendszerhez tartoznak.

##### Negyedidőszak
A negyedidőszakban bekövetkező jégkorszak hatására kialakult az északi alföldi tájak felszíne. Az előrenyomuló és visszahúzódó jégtakaró kiemelkedései és a közöttük lévő mélyedések tavai képezik a tóhátságok területét. Ezek dél felé ellaposodtak és az alföldeken gyakori a lösz és a folyami hordalék. Ezek az alföldek például a Lengyel-alföld és a Germán-alföld.
A hegységekkel körülvett medenceszerű alföldeket a hegységtől érkező folyók tökéletes síkságokká alakították. Terjedelmes lösztakaróik anyagát erős szelek szállították. Ilyen alföldek például a Román-alföld, a Kisalföld és az Alföld.
Közép-Európa fiatal mai vízhálózata az utolsó jegesedés után jött létre. Legfőbb vízválasztói a Kárpátok és az Alpok gerincein futnak. Közép-Európa legfontosabb folyója a Duna. Donaueschingentől a torkolatáig, a Fekete-tengerig 2840 kilométert tesz meg. Fontosabb folyói:
- A Rajna: az Alpokban ered, áthalad a Német-középhegységen és az Északi-tengerbe torkollik.
- Az Elba: a Germán-alföld fő folyója, a Cseh-medencét határoló Szudétákban ered és nagy tölcsértorkolattal ömlik az Északi-tengerbe.
- A Visztula: a Kárpátokban ered, a Balti-tengerbe torkollik és átszeli a Lengyel-alföldet.

A negyedidőszakban számos tó alakult ki, főleg a Germán- és Lengyel-alföld északi részének tavai.

## Egyéb meghatározások
A német „Mitteleuropa” (Közép-Európa) kifejezést kulturális értelemben néha kifejezetten azokra az államokra alkalmazzák, amelyek a Habsburg-monarchia felbomlása óta jöttek létre.
Azok az országok, melyek Közép-Európához tartozónak tekintik magukat, olykor a tőlük keletre eső államokat nevezik Kelet-Európának. Németországban például Lengyelországról Kelet-Európa részeként szoktak beszélni, Lengyelországban pedig Ukrajnáról ugyanígy.
Némelyek annak idején úgy fogalmazták tréfásan, hogy Közép-Európa az a része a földrésznek, amit Nyugat-Európában Keletnek, Kelet-Európában pedig Nyugatnak tartanak. Közép-Európa egy másik meghatározása Európának azokat a részeit foglalja magába, amelyek kultúrájukban, történelmükben nyugatiak, de amelyeket a Szovjetunió uralma alá hajtott a második világháborúban.
Egyes nézetek Közép-Európa igen tág értelmezését vallják, amely ide sorolja Baltikumot és Délkelet-Európa valamennyi országát is Görögország és Törökország európai része kivételével.

## Mitteleuropa, mint politikai eszme
Közép-Európa fogalmát német földrajzosok hozták forgalomba a 19. században. A fogalom tartalmában azonban mindig más és más volt. A kezdeti természetföldrajzi jelleg később politikai tartalommal telítődött, mint a jelentkező német nemzettudat egyik megnyilvánulása.
Volt olyan, aki nyugat és kelet közé helyezte Közép-Európát, észak–déli irányban, az Északi-foktól Szicíliáig. Más észak és dél között képzelte el helyét, így Közép-Európát nyugaton az Atlanti-óceán, keleten a Fekete-tenger határolta. Mások Európa középső részét nevezték Közép-Európának, melybe nemcsak a német nyelvterületet, hanem a környező, nem németajkú peremvidékeket is beleértették. Zeune 1808-as geográfiájában Észak-, Közép- és Dél-Európára osztotta a kontinenst, az 1811-es kiadásban Nyugat-, Közép- és Kelet-Európa között tett különbséget, az 1833-asban már Északnyugat- és Délkelet-Európa között találjuk Közép-Európát.
A németek úgy vélték, bármiféle tartalmat adunk a közép-európaiság eszméjének, bárhol húzzuk meg fogalmi és földrajzi határait, egy európai rangú politikai egység Franciaország és az Orosz Birodalom között nem valósítható meg a német nemzet nélkül. 1848-hoz közeledve a német nemzeti mozgalom követelései között felbukkan az egységes Németország utáni vágy mellett az európai német nagyhatalom ábrándja. Így lett a földrajzi fogalomból politikai eszme: Közép-Európából és Európa közepéből Mitteleuropa.